# Дальневосточный округ ПВО
Дальневосточный округ противовоздушной обороны — оперативно-стратегическое территориальное объединение Войск ПВО Вооружённых Сил СССР, существовавшее в период с июня 1946 года по 1949 год, для выполнения задач противовоздушной обороны административных и экономических объектов Советского Союза.

## История организационного строительства
- Дальневосточная зона ПВО;
- Приамурская армия ПВО (с 01.04.1945 г.);
- Дальневосточная армия ПВО (с 29.10.1945 г.)[1];
- Дальневосточный округ ПВО;
- Комсомольско-Хабаровский район ПВО I-й категории.

## Формирование округа
Дальневосточный округ ПВО образован в мае — июне 1946 года на базе Дальневосточной армии ПВО в связи с переходом Вооруженных Сил СССР на штаты мирного времени и организации противовоздушной обороны административных и экономических объектов Дальнего Востока страны. Истребительная авиация ПВО страны была объединена вновь сформированным 1-м истребительным авиационным корпусом ПВО.

## Переформирование округа
Управление Дальневосточного округа ПВО в феврале 1949 года в соответствии с Директивой Генерального штаба ВС СССР переформировано в Управление Комсомольско-Хабаровского района ПВО I-й категории.

## Командующие
- генерал-лейтенант артиллерии Герасимов, Антон Владимирович, с 05.1946 г. по 02.1947 г.; Генерал Коничев

## Боевой состав округа
В состав округа вошли:
- 1-й истребительный авиационный корпус ПВО[2] (Хабаровск):
  - 147-я истребительная авиационная дивизия ПВО[2];
  - 149-я истребительная авиационная дивизия ПВО[2];
  - 168-я истребительная Краснознаменная авиационная дивизия ПВО[2];
  - 254-я истребительная авиационная дивизия ПВО[2] (с 1950 г.);
  - 297-я истребительная авиационная дивизия ПВО[2];
- 11-й корпус ПВО[2] (Ворошилов (Уссурийск));
- 46-я дивизия ПВО[2] (Хабаровск);
- 97-я дивизия ПВО[2] (Комсомольск-на-Амуре/Николаевск-на-Амуре);
- 11-я бригада ПВО[2] (Куйбышевка-Восточная (Белогорск));
- 15-я бригада ПВО[2] (Чита/Улан-Удэ);
- части обеспечения.

### Вооружение
Всего предполагалось наличие 495 зенитных орудия и 42 РЛС в частях ВНОС.

## Базирование штаба
| Период                  | Город     |
| ----------------------- | --------- |
| 01.06.1946 - 01.12.1954 | Хабаровск |